# Grammy Awards 2013
Am 10. Februar 2013 wurden im Staples Center von Los Angeles die Grammy Awards 2013 verliehen. Interpreten und andere Künstler aus dem Bereich der Musik sind zum 55. Mal mit dem wichtigsten US-amerikanischen Musikpreis, den Grammys, ausgezeichnet worden. Die gewürdigten musikalischen Werke waren zwischen dem 1. Oktober 2011 und dem 30. September 2012 veröffentlicht worden. Drei Kategorien waren gegenüber dem Vorjahr neu eingeführt worden.

## Allgemeines
Nachdem die Kategorien zuletzt stark zusammengekürzt worden waren, gab es diesmal wieder drei Kategorien mehr. Drei Albumauszeichnungen für die Genre Urban Contemporary (R&B), Latin Jazz und Klassik-Sammelprogramme kamen hinzu. Zusätzlich wurde der Latin-Bereich neu aufgeteilt: Pop und Rock/Urban wurden getrennt, Tejano und Banda/Norteño wurden zu einer Mexiko-Kategorie zusammengefasst. Insgesamt ergab das 81 Kategorien.
Das Grammy Nominations Concert fand am Abend des 5. Dezember 2012 in Nashville statt. Die Newcomer von Fun gehörten zu den aussichtsreichsten Kandidaten, in allen vier Haupt- und in zwei Popkategorien waren sie genannt. Mumford & Sons, die Rapper Jay-Z und Kanye West sowie Frank Ocean gehörten zu den weiteren Musikern mit jeweils sechs Nominierungen. Ocean stand auch in drei Hauptkategorien auf der Liste. Die Black Keys waren Favoriten im Rock-, Chick Corea im Jazz- und Sänger Miguel im R&B-Bereich und kamen auf jeweils fünf Eintragungen. Deutschen Musikschaffenden blieb vor allem der Klassikbereich vorbehalten, unter den Nominierten waren unter anderem Ute Lemper und die Akademie für Alte Musik Berlin. Der schweizerisch-liechtensteinische DJ Al Walser war in der Kategorie Dance unter den Preiskandidaten. Ausgezeichnet wurde jedoch keiner von ihnen.
Die erfolgreichsten Künstler konnten alle drei Auszeichnungen mitnehmen. Das war zum einen der Australier Gotye mit der Aufnahme des Jahres Somebody That I Used to Know und zwei Pop-Grammys. Die Black Keys waren dreimal im Rockbereich erfolgreich. Skrillex gewann beide Dance-Auszeichnungen sowie den Preis für den besten Remix, den er erstellt hatte. Jay-Z und Kanye West gewannen gemeinsam mit zwei verschiedenen Songs drei Trophäen im Rap-Bereich. Die Band Fun konnten als Newcomer und mit ihrem Song We Are Young zwei Hauptkategorien für sich beanspruchen. Für das beste Album des Jahres befand die Jury Babel von Mumford & Sons, deren Tourdokumentation Big Easy Express noch einen zweiten Preis einbrachte. Daneben waren unter den Ausgezeichneten viele alte bekannte Stars vertreten wie Paul McCartney, Brian Wilson (Mitproduzent einer Beach-Boys-Kompilation), Jimmy Cliff, Bonnie Raitt, Dr. John, Chick Corea und Billy Vera (als Albumtextautor). Patti Page und Ravi Shankar konnte die Auszeichnung für ihr Lebenswerk nur noch posthum zugedacht werden, nachdem sie beide um den Jahreswechsel herum verstorben waren. Der Inder wurde zusätzlich noch einmal für sein letztes Album ausgezeichnet.

## Auftritte
Die folgenden Künstler traten während der Verleihung auf:
| Künstler                                                                         | Lied(er)                                                                                                |
| -------------------------------------------------------------------------------- | --- |
| Taylor Swift                                                                     | We Are Never Ever Getting Back Together (Eröffnung)                                                     |
| Elton John Ed Sheeran                                                            | The A Team                                                                                              |
| Fun.                                                                             | Carry On                                                                                                |
| Miranda Lambert Dierks Bentley                                                   | Over You Home                                                                                           |
| Miguel Wiz Khalifa                                                               | Adorn                                                                                                   |
| Mumford & Sons                                                                   | I Will Wait                                                                                             |
| Justin Timberlake Jay-Z                                                          | Suit & Tie Pusher Love Girl                                                                             |
| Maroon 5 Alicia Keys                                                             | Daylight Girl on Fire                                                                                   |
| Rihanna Mikky Ekko                                                               | Stay |
| Dr. John The Preservation Hall Jazz Band The Black Keys                          | Lonely Boy                                                                                              |
| Kelly Clarkson                                                                   | Tribute an Patti Page und Homage an Carole King Tennessee Waltz (You Make Me Feel Like) A Natural Woman |
| Bruno Mars Rihanna Sting Damian Marley Ziggy Marley                              | Tribute an Bob Marley Locked Out of Heaven Walking on the Moon Could You Be Loved?                      |
| The Lumineers                                                                    | Ho Hey                                                                                                  |
| Jack White Ruby Amanfu                                                           | Love Interruption Freedom at 21                                                                         |
| Carrie Underwood                                                                 | Blown Away Two Black Cadillacs                                                                          |
| Stanley Clarke Chick Corea Kenny Garrett                                         | Tribute an Dave Brubeck Take Five                                                                       |
| Zac Brown Brittany Howard Elton John Mumford & Sons Mavis Staples T Bone Burnett | Tribute an Levon Helm The Weight                                                                        |
| Juanes                                                                           | Your Song                                                                                               |
| Frank Ocean                                                                      | Forrest Gump                                                                                            |
| Travis Barker Chuck D LL Cool J Tom Morello DJ Z-Trip                            | Tribute an Adam Yauch Refuse To Lose No Sleep till Brooklyn                                             |

## Hauptkategorien
Single des Jahres (Record of the Year):
- Somebody That I Used to Know von Gotye featuring Kimbra
- nominiert waren außerdem:
  - Lonely Boy von Black Keys
  - Stronger (What Doesn't Kill You) von Kelly Clarkson
  - We Are Young von Fun featuring Janelle Monae
  - Thinkin Bout You von Frank Ocean
  - We Are Never Ever Getting Back Together von Taylor Swift

Album des Jahres (Album of the Year):
- Babel von Mumford & Sons
- nominiert waren außerdem:
  - El Camino von Black Keys
  - Some Nights von Fun
  - Channel Orange von Frank Ocean
  - Blunderbuss von Jack White

Song des Jahres (Song of the Year):
- We Are Young von Fun (Autoren: Nate Ruess, Andrew Dost, Jack Antonoff, Jeff Bhasker)
- nominiert waren außerdem:
  - The A Team von Ed Sheeran (Autoren: Ed Sheeran)
  - Adorn von Miguel (Autor: Miguel Pimentel)
  - Call Me Maybe von Carly Rae Jepsen (Autoren: Tavish Crowe, Carly Rae Jepsen, Josh Ramsay)
  - Stronger (What Doesn't Kill You) von Kelly Clarkson (Autoren: Jörgen Elofsson, David Gamson, Greg Kurstin, Ali Tamposi)

Bester neuer Künstler (Best New Artist):
- Fun
- nominiert waren außerdem:
  - Alabama Shakes
  - Hunter Hayes
  - The Lumineers
  - Frank Ocean

## Pop
Beste Pop-Solodarbietung (Best Pop Solo Performance):
- Set Fire to the Rain von Adele
- nominiert waren außerdem:
  - Stronger (What Doesn't Kill You) von Kelly Clarkson
  - Call Me Maybe von Carly Rae Jepsen
  - Wide Awake von Katy Perry
  - Where Have You Been von Rihanna

Beste Popdarbietung eines Duos / einer Gruppe (Best Pop Duo/Group Performance):
- Somebody That I Used to Know von Gotye featuring Kimbra
- nominiert waren außerdem:
  - Shake It Out von Florence + the Machine
  - We Are Young von Fun featuring Janelle Monáe
  - Sexy and I Know It von LMFAO
  - Payphone von Maroon 5 & Wiz Khalifa

Bestes Instrumentalalbum – Pop (Best Pop Instrumental Album):
- Impressions von Chris Botti
- nominiert waren außerdem:
  - 24/7 von Gerald Albright & Norman Brown
  - Four Hands & a Heart Volume One von Larry Carlton
  - Live at the Blue Note Tokyo von Dave Koz
  - Rumbadoodle von Arun Shenoy

Bestes Gesangsalbum – Pop (Best Pop Vocal Album):
- Stronger von Kelly Clarkson
- nominiert waren außerdem:
  - Ceremonials von Florence + the Machine
  - Some Nights von Fun
  - Overexposed von Maroon 5
  - The Truth About Love von Pink

## Dance / Electronica
Beste Dance-Aufnahme (Best Dance Recording):
- Bangarang von Skrillex featuring Sirah
- nominiert waren außerdem:
  - Levels von Avicii
  - Let's Go von Calvin Harris featuring Ne-Yo
  - Don’t You Worry Child von der Swedish House Mafia featuring John Martin
  - I Can't Live Without You von Al Walser

Bestes Dance-/Electronica-Album (Best Dance/Electronica Album):
- Bangarang von Skrillex
- nominiert waren außerdem:
  - Wonderland von Steve Aoki
  - Don't Think von den Chemical Brothers
  - > Album Title Goes Here < von Deadmau5
  - Fire & Ice von Kaskade

## Traditioneller Pop
Bestes Gesangsalbum – Traditioneller Pop (Best Traditional Pop Vocal Album):
- Kisses on the Bottom von Paul McCartney
- nominiert waren außerdem:
  - Christmas von Michael Bublé
  - A Holiday Carole von Carole King

## Rock
Beste Rock-Darbietung (Best Rock Performance):
- Lonely Boy von den Black Keys
- nominiert waren außerdem:
  - Hold On von den Alabama Shakes
  - Charlie Brown von Coldplay
  - I Will Wait von Mumford & Sons
  - We Take Care of Our Own von Bruce Springsteen

Beste Hard-Rock-/Metal-Darbietung (Best Hard Rock/Metal Performance):
- Love Bites (So Do I) von Halestorm
- nominiert waren außerdem:
  - I'm Alive von Anthrax
  - Blood Brothers von Iron Maiden
  - Ghost Walking von Lamb of God
  - No Reflection von Marilyn Manson
  - Whose Life (Is It Anyways?) von Megadeth

Bester Rocksong (Best Rock Song):
- Lonely Boy von den Black Keys (Autoren: Dan Auerbach, Patrick Carney, Brian Burton)
- nominiert waren außerdem:
  - Freedom at 21 von Jack White (Autor: Jack White)
  - I Will Wait von Mumford & Sons (Autoren: Ted Dwane, Ben Lovett, Winston Marshall, Marcus Mumford)
  - Madness von Muse (Autor: Matthew Bellamy)
  - We Take Care of Our Own von Bruce Springsteen (Autor: Bruce Springsteen)

Bestes Rock-Album (Best Rock Album):
- El Camino von den Black Keys
- nominiert waren außerdem:
  - Mylo Xyloto von Coldplay
  - The 2nd Law von Muse
  - Wrecking Ball von Bruce Springsteen
  - Blunderbuss von Jack White

## Alternative
Bestes Alternative-Album (Best Alternative Music Album):
- Making Mirrors von Gotye
- nominiert waren außerdem:
  - The Idler Wheel Is Wiser Than the Driver of the Screw and Whipping Cords Will Serve You More Than Ropes Will Ever Do von Fiona Apple
  - Biophilia von Björk
  - Hurry Up, We're Dreaming von M83
  - Bad as Me von Tom Waits

## Rhythm & Blues
Beste R&B-Darbietung (Best R&B Performance):
- Climax von Usher
- nominiert waren außerdem:
  - Thank You von Estelle
  - Gonna Be Alright (F. T. B.) vom Robert Glasper Experiment featuring Ledisi
  - I Want You von Luke James
  - Adorn von Miguel

Beste Darbietung – Traditioneller R&B (Best Traditional R&B Performance):
- Love on Top von Beyoncé
- nominiert waren außerdem:
  - Lately von Anita Baker
  - Wrong Side of a Love Song von Melanie Fiona
  - Real Good Hands von Gregory Porter
  - If Only You Knew von SWV

Bester R&B-Song (Best R&B Song):
- Adorn von Miguel (Autor: Miguel Pimentel)
- nominiert waren außerdem:
  - Beautiful Surprise von Tamia (Autoren: Tamia Hill, Claude Kelly, Salaam Remi)
  - Heart Attack von Trey Songz (Autoren: Benjamin Levin, Rico Love, Tremaine Neverson)
  - Pray for Me von Anthony Hamilton (Autoren: Antonio Dixon, Kenny Edmonds, Anthony Hamilton, Patrick Smith)
  - Refill von Elle Varner (Autoren: Darhyl Camper, Elle Varner, Andrew Wansel)

Bestes Urban-Contemporary-Album (Best Urban Contemporary Album):
- Channel Orange von Frank Ocean
- nominiert waren außerdem:
  - Fortune von Chris Brown
  - Kaleidoscope Dream von Miguel

Bestes R&B-Album (Best R&B Album):
- Black Radio vom Robert Glasper Experiment
- nominiert waren außerdem:
  - Back to Love von Anthony Hamilton
  - Write Me Back von R. Kelly
  - Beautiful Surprise von Tamia
  - Open Invitation von Tyrese

## Rap
Beste Rap-Darbietung (Best Rap Performance):
- Niggas in Paris von Jay-Z & Kanye West
- nominiert waren außerdem:
  - HYFR (Hell Ya F***ing Right) von Drake featuring Lil Wayne
  - Daughters von Nas
  - Mercy von Kanye West featuring Big Sean, Pusha T & 2 Chainz
  - I Do von Young Jeezy featuring Jay-Z & André 3000

Beste Zusammenarbeit – Rap/Gesang (Best Rap/Sung Collaboration):
- No Church in the Wild von Jay-Z & Kanye West featuring Frank Ocean & The-Dream
- nominiert waren außerdem:
  - Wild Ones von Flo Rida featuring Sia
  - Tonight (Best You Ever Had) von John Legend featuring Ludacris
  - Cherry Wine von Nas featuring Amy Winehouse
  - Talk That Talk von Rihanna featuring Jay-Z

Bester Rap-Song (Best Rap Song):
- Niggas in Paris von Jay-Z & Kanye West (Autoren: Shawn Carter, Mike Dean, Chauncey Hollis, Kanye West)
- nominiert waren außerdem:
  - Daughters von Nas (Autoren: Nasir Jones, Ernest D. Wilson u. a.)
  - Lotus Flower Bomb von Wale featuring Miguel (Autoren: Olubowale Akintimehin, S. Joseph Dew, Jerrin Howard, Walker Johnson, Miguel Pimentel)
  - Mercy von Kanye West featuring Big Sean, Pusha T & 2 Chainz (Autoren: Sean Anderson, Mike Dean, Tauheed Epps, Willie Hansbro, Malik Yusef Jones, Anthony Khan, Stephen Taft, James Thomas, Terrence Thornton, Herbert Turner, Kanye West u. a.)
  - The Motto von Drake featuring Lil Wayne (Autoren: Dwayne Carter, Aubrey Graham, Noah Shebib, Tyler Williams)
  - Young, Wild & Free von Snoop Dogg & Wiz Khalifa featuring Bruno Mars (Autoren: Calvin Broadus, Chris Brody Brown, Philip Lawrence, Ari Levine, Peter Hernandez, Cameron Thomaz u. a.)

Bestes Rap-Album (Best Rap Album):
- Take Care von Drake
- nominiert waren außerdem:
  - Food & Liquor II: The Great American Rap Album, Pt. 1 von Lupe Fiasco
  - Life Is Good von Nas
  - Undun von den Roots
  - Based on a T. R. U. Story von 2 Chainz

## Country
Beste Country-Solodarbietung (Best Country Solo Performance):
- Blown Away von Carrie Underwood
- nominiert waren außerdem:
  - Home von Dierks Bentley
  - Springsteen von Eric Church
  - Cost of Livin'  von Ronnie Dunn
  - Wanted von Hunter Hayes
  - Over von Blake Shelton

Beste Countrydarbietung eines Duos oder einer Gruppe (Best Country Duo/Group Performance):
- Pontoon von Little Big Town
- nominiert waren außerdem:
  - Even If It Breaks Your Heart von Eli Young Band
  - Safe & Sound von Taylor Swift & the Civil Wars
  - On the Outskirts of Town von den Time Jumpers
  - I Just Come Here for the Music von Don Williams featuring Alison Krauss

Bester Countrysong (Best Country Song):
- Blown Away von Carrie Underwood (Autoren: Josh Kear, Chris Tompkins)
- nominiert waren außerdem:
  - Cost of Livin'  von Ronnie Dunn (Autoren: Phillip Coleman, Ronnie Dunn)
  - Even If It Breaks Your Heart von der Eli Young Band (Autoren: Will Hoge, Eric Paslay)
  - So You Don't Have to Love Me Anymore von Alan Jackson (Autoren: Jay Knowles, Adam Wright)
  - Springsteen von Eric Church (Autoren: Eric Church, Jeff Hyde, Ryan Tyndell)

Bestes Countryalbum (Best Country Album):
- Uncaged von der Zac Brown Band
- nominiert waren außerdem:
  - Hunter Hayes von Hunter Hayes
  - Living for a Song: A Tribute to Hank Cochran von Jamey Johnson
  - Four the Record von Miranda Lambert
  - The Time Jumpers von den Time Jumpers

## New Age
Bestes New-Age-Album (Best New Age Album):
- Echoes of Love von Omar Akram
- nominiert waren außerdem:
  - Live Ananda von Krishna Das
  - Bindu von Michael Brant DeMaria
  - Deep Alpha von Steven Halpern
  - Light Body von Peter Kater
  - Troubadours on the Rhine von Loreena McKennitt

## Jazz
Beste Solo-Jazzimprovisation (Best Improvised Jazz Solo):
- Hot House von Gary Burton & Chick Corea
- nominiert waren außerdem:
  - Cross Roads von Ravi Coltrane
  - Alice in Wonderland von Chick Corea, Eddie Gomez & Paul Motian, Solist Chick Corea
  - J. Mac von Kenny Garrett
  - Ode vom Brad Mehldau Trio, Solist Brad Mehldau

Bestes Jazz-Gesangsalbum (Best Jazz Vocal Album):
- Radio Music Society von Esperanza Spalding
- nominiert waren außerdem:
  - Soul Shadows von Denise Donatelli
  - 1619 Broadway: The Brill Building Project von Kurt Elling
  - Live von Al Jarreau & the Metropole Orkest
  - The Book of Chet von Luciana Souza

Bestes Jazz-Instrumentalalbum (Best Jazz Instrumental Album):
- Unity Band von der Pat Metheny Unity Band
- nominiert waren außerdem:
  - Further Explorations von Chick Corea, Eddie Gomez & Paul Motian
  - Hot House von Chick Corea & Gary Burton
  - Seeds from the Underground von Kenny Garrett
  - Blue Moon von Ahmad Jamal

Bestes Album eines Jazz-Großensembles (Best Large Jazz Ensemble Album):
- Dear Diz (Every Day I Think of You) von Arturo Sandoval
- nominiert waren außerdem:
  - Centennial: Newly Discovered Works of Gil Evans vom Gil Evans Project
  - For the Moment von der Bob Mintzer Big Band

Bestes Latin-Jazz-Album (Best Latin Jazz Album):
- ¡Ritmo! von der Clare Fischer Latin Jazz Big Band
- nominiert waren außerdem:
  - Flamenco Sketches von Chano Domínguez
  - Multiverse von der Bobby Sanabria Big Band
  - Duos III von Luciana Souza
  - New Cuban Express vom Manuel Valera New Cuban Express

## Gospel / Christliche Popmusik
Beste Darbietung Gospel / christliche Popmusik (Best Gospel/Contemporary Christian Music Performance):
- 10,000 Reasons (Bless the Lord) von Matt Redman
- nominiert waren außerdem:
  - Jesus, Friend of Sinners von Casting Crowns
  - Take Me to the King von Tamela Mann
  - Go Get It von Mary Mary
  - My Testimony von Marvin Sapp

Bester Gospelsong (Best Gospel Song):
- Go Get It von Mary Mary (Autoren: Erica Campbell, Tina Campbell, Warryn Campbell)
- nominiert waren außerdem:
  - Hold On von James Fortune & FIYA featuring Monica & Fred Hammond (Autoren: Cheryl Fortune, James Fortune, Terence Vaughn)
  - I Feel Good von Fred Hammond (Autoren: Phillip Feaster, Fred Hammond, Jonathan Miller, Calvin Rodgers)
  - My Testimony von Marvin Sapp (Autoren: Aaron Lindsey, Marvin Sapp)
  - Released von Bill Winston & Living Word featuring Donald Lawrence (Autor: Donald Lawrence)

Bester Song der christlichen Popmusik (Best Contemporary Christian Music Song):
- Your Presence Is Heaven von Israel And New Breed (Autoren: Israel Houghton, Micah Massey)
- 10,000 Reasons (Bless the Lord) von Matt Redman (Autoren: Jonas Myrin, Matt Redman)
- nominiert waren außerdem:
  - Jesus, Friend of Sinners von Casting Crowns (Autoren: Mark Hall, Matthew West)
  - When Mercy Found Me von der Rhett Walker Band (Autoren: Jeff Pardo, Rhett Walker)
  - White Flag von Passion & Chris Tomlin (Autoren: Jason Ingram, Matt Maher, Matt Redman, Chris Tomlin)

Bestes Gospel-Album (Best Gospel Album):
- Gravity von Lecrae
- nominiert waren außerdem:
  - Identity von James Fortune & FIYA
  - Jesus at the Center Live von Israel And New Breed
  - I Win von Marvin Sapp
  - Worship Soul von Anita Wilson

Bestes Album der christlichen Popmusik (Best Contemporary Christian Music Album):
- Eye on It von TobyMac
- nominiert waren außerdem:
  - Come to the Well von Casting Crowns
  - Where I Find You von Kari Jobe
  - Gold von Britt Nicole
  - Into the Light von Matthew West

## Latin
Bestes Latin-Pop-Album (Best Latin Pop Album):
- MTV Unplugged Deluxe Edition von Juanes
- nominiert waren außerdem:
  - Independiente von Ricardo Arjona
  - Ilusión von Fonseca
  - Kany Garcia von Kany García
  - ¿Con quién se queda el perro? von Jesse y Joy

Bestes Latin-Rock-, Urban- oder Alternative-Album (Best Latin Rock, Urban or Alternative Album):
- Imaginaries von Quetzal
- nominiert waren außerdem:
  - Campo von Campo
  - Déjenme llorar von Carla Morrison
  - Electro-Jarocho von Sistema Bomb
  - La bala von Ana Tijoux

Bestes Album mit regionaler mexikanischer Musik einschließlich Tejano (Best Regional Mexican Music Album – Including Tejano):
- Pecados y milagros von Lila Downs
- nominiert waren außerdem:
  - Sembrando flores von den Cojolites
  - 365 días von den Tucanes de Tijuana
  - Oye von den Mariachi Divas de Cindy Shea
  - El primer ministro von Gerardo Ortiz

Bestes Tropical-Latinalbum (Best Tropical Latin Album):
- Retro von Marlow Rosado y la Riqueña
- nominiert waren außerdem:
  - Cubano soy von Raúl Lara y sus Soneros
  - Desde Nueva York a Puerto Rico von Eddie Montalvo
  - Formula: Vol. 1 von Romeo Santos

## American Roots
Bestes Americana-Album (Best Americana Album):
- Slipstream von Bonnie Raitt
- nominiert waren außerdem:
  - The Carpenter von den Avett Brothers
  - From the Ground Up von John Fullbright
  - The Lumineers von den Lumineers
  - Babel von Mumford & Sons

Bestes Bluegrass-Album (Best Bluegrass Album):
- Nobody Knows You von den Steep Canyon Rangers
- nominiert waren außerdem:
  - The Gospel Side of Dailey & Vincent von Dailey & Vincent
  - Life Finds a Way von den Grascals
  - Beat the Devil and Carry a Rail von Noam Pikelny
  - Scratch Gravel Road von Special Consensus

Bestes Blues-Album (Best Blues Album):
- Locked Down von Dr. John
- nominiert waren außerdem:
  - 33 1/3 von Shemekia Copeland
  - Let It Burn von Ruthie Foster
  - And Still I Rise vom Heritage Blues Orchestra
  - Bring It On Home von Joan Osborne

Bestes Folkalbum (Best Folk Album):
- The Goat Rodeo Sessions von Yo-Yo Ma, Stuart Duncan, Edgar Meyer & Chris Thile
- nominiert waren außerdem:
  - Leaving Eden von den Carolina Chocolate Drops
  - Election Special von Ry Cooder
  - Hambone's Meditations von Luther Dickinson
  - This One's for Hime: A Tribute to Guy Clark von verschiedenen Interpreten (Produzenten: Shawn Camp, Tamara Aviano)

Bestes Album mit Musik mit regionalen Wurzeln (Best Regional Roots Music Album):
- The Band Courtbouillon von Wayne Toups, Steve Riley & Wilson Savoy
- nominiert waren außerdem:
  - Malama ko aloha (Keep Your Love) von Keola Beamer
  - Shi kéyah – Songs for the People von Radmilla Cody
  - Pilialoha von Weldon Kekauoha
  - Nothin' but the Best von Corey Ledet with Anthony Dopsie and André Thierry

## Reggae
Bestes Reggae-Album (Best Reggae Album):
- Rebirth von Jimmy Cliff
- nominiert waren außerdem:
  - Miracle von den Original Wailers
  - Tomahawk Technique von Sean Paul
  - New Legend – Jamaica 50th Edition von Sly & Robbie & the Jam Masters
  - Reggae Got Soul: Unplugged on Strawberry Hill von Toots & the Maytals

## Weltmusik
Bestes Weltmusikalbum (Best World Music Album):
- The Living Room Sessions Part 1 von Ravi Shankar
- nominiert waren außerdem:
  - Folila von Amadou & Mariam
  - On a Gentle Island Breeze von Daniel Ho
  - Jabulani von Hugh Masekela
  - Traveller von Anoushka Shankar

## Für Kinder
Bestes Kinderalbum (Best Children’s Album):
- Can You Canoe? von den Okee Dokee Brothers
- nominiert waren außerdem:
  - High Dive and Other Things That Could Have Happened... von Bill Harley
  - JumpinJazz Kids – A Swinging Jungle Tale – Featuring Al Jarreau, Hubert Laws and Dee Dee Bridgewater von James Murray und verschiedene Interpreten
  - Little Seed: Songs for Children by Woody Guthrie von Elizabeth Mitchell
  - Radio Jungle von den Pop Ups

## Sprache
Bestes gesprochenes Album (Best Spoken Word Album):
- Society's Child: My Autobiography von Janis Ian
- nominiert waren außerdem:
  - American Grown (Michelle Obama) von verschiedenen Interpreten (Produzenten: Scott Creswell, Dan Zitt)
  - Back to Work: Why We Need Smart Government for a Strong Economy von Bill Clinton
  - Drift: The Unmooring of American Military Power von Rachel Maddow
  - Seriously... I'm Kidding von Ellen DeGeneres

## Comedy
Bestes Comedyalbum (Best Comedy Album):
- Blow Your Pants Off von Jimmy Fallon
- nominiert waren außerdem:
  - Cho Dependent (Live in Concert) von Margaret Cho
  - In God We Rust von Lewis Black
  - Kathy Griffin: Seaman 1st Class von Kathy Griffin
  - Mr. Universe von Jim Gaffigan
  - Rize of the Fenix von Tenacious D

## Musical-Theater
Bestes Musical-Theater-Album (Best Musical Theater Album):
- Once: A New Musical von der Original Broadway Cast mit Steve Kazee, Cristin Milioti und anderen (Produzenten: Steven Epstein, Martin Lowe; Text und Musik: Glen Hansard, Markéta Irglová)
- nominiert waren außerdem:
  - Follies von der New Broadway Cast mit Danny Burstein, Jan Maxwell, Elaine Paige, Bernadette Peters, Ron Raines und anderen (Produzenten: Philip Chaffin, Tommy Krasker; Text und Musik: Stephen Sondheim)
  - The Gershwins' Porgy and Bess von der New Broadway Cast mit David Alan Grier, Norm Lewis, Audra McDonald und anderen (Produzent: Tommy Krasker; Musik: George Gershwin; Text: Ira Gershwin, Dorothy Heyward, DuBose Heyward)
  - Newsies von der Original Broadway Cast mit Jeremy Jordan, Kara Lindsay und anderen (Produzenten: Frank Filipetti, Michael Kosarin, Alan Menken, Chris Montan; Musik: Alan Menken; Text: Jack Feldman)
  - Nice Work If You Can Get It von der Original Broadway Cast mit Matthew Broderick, Kelli O’Hara und anderen (Produzenten: David Chase, Bill Elliott, Robert Sher; Musik: George Gershwin; Text: Ira Gershwin)

## Musik für visuelle Medien
Bester zusammengestellter Soundtrack für visuelle Medien (Best Compilation Soundtrack for Visual Media):
- Midnight in Paris von verschiedenen Interpreten
- nominiert waren außerdem:
  - The Descendants von verschiedenen Interpreten (Produzenten: Dondi Bastone, Alexander Payne)
  - Marley von Bob Marley & the Wailers (Produzenten: Chris Blackwell, Barry Cole)
  - The Muppets von verschiedenen Interpreten (Produzenten: Kaylin Frank, Mitchell Leib)
  - Rock of Ages von verschiedenen Interpreten (Produzenten: Adam Anders, Peer Åström)

Bester komponierter Soundtrack für visuelle Medien (Best Score Soundtrack for Visual Media):
- The Girl with the Dragon Tattoo, Komponisten: Trent Reznor, Atticus Ross
- nominiert waren außerdem:
  - The Adventures of Tintin – The Secret of the Unicorn, Komponist: John Williams
  - The Artist, Komponist: Ludovic Bource
  - The Dark Knight Rises, Komponist: Hans Zimmer
  - Hugo, Komponist: Howard Shore
  - Journey, Komponist: Austin Wintory

Bester Song geschrieben für visuelle Medien (Best Song Written for Visual Media):
- Safe & Sound von Taylor Swift featuring the Civil Wars (aus The Hunger Games; Autoren: T-Bone Burnett, Taylor Swift, John Paul White, Joy Williams)
- nominiert waren außerdem:
  - Abraham's Daughter von Arcade Fire (aus The Hunger Games; Autoren: T-Bone Burnett, Win Butler, Régine Chassagne)
  - Learn Me Right von Birdy & Mumford & Sons (aus Brave; Autoren: Mumford & Sons)
  - Let Me Be Your Star von Katharine McPhee & Megan Hilty (aus Smash; Autoren: Marc Shaiman, Scott Wittman)
  - Man or Muppet von Jason Segel & Walter (aus The Muppets; Autor: Bret McKenzie)

## Komposition/Arrangement
Beste Instrumentalkomposition (Best Instrumental Composition):
- Mozart Goes Dancing von Chick Corea & Gary Burton (Komponist: Chick Corea)
- nominiert waren außerdem:
  - December Dream von Fourplay (Komponist: Chuck Loeb)
  - Music of Ansel Adams: America vom Temple University Symphony Orchestra (Komponisten: Chris Brubeck, Dave Brubeck)
  - Overture, Waltz and Rondo vom Temple University Symphony Orchestra (Komponist: Bill Cunliffe)
  - Without a Paddle von Tall & Small (Komponist: Bill Holman)

Bestes Instrumentalarrangement (Best Instrumental Arrangement):
- How About You vom Gil Evans Project (Arrangeur: Gil Evans)
- nominiert waren außerdem:
  - Afro-Cuban Jazz Suite for Ellington von der Bobby Sanabria Big Band (Arrangeur: Michael Philip Mossman)
  - Irrequieto von der Bob Mintzer Big Band (Arrangeur: Bob Mintzer)
  - A Night in Tunisia (Actually an Entire Weekend!) von Arturo Sandoval (Arrangeur: Wally Minko)
  - Salt Peanuts! (Mani salado) von Arturo Sandoval (Arrangeur: Gordon Goodwin)

Bestes Instrumentalarrangement mit Gesangsbegleitung (Best Instrumental Arrangement Accompanying Vocalist(s)):
- City of Roses von Esperanza Spalding (Arrangement: Thara Memory, Esperanza Spalding)
- nominiert waren außerdem:
  - Look to the Rainbow vom Gil Evans Project und Luciana Souza (Arrangeur: Gil Evans)
  - Out There von Lorraine Feather (Arrangeur: Shelly Berg)
  - Spain (I Can Recall) von Al Jarreau und dem Metropole Orkest (Arrangeur: Vince Mendoza)
  - Wild Is the Wind von Whitney Claire Kaufman (Arrangeurin: Nan Schwartz)

## Handwerkliches
Bestes Aufnahme-Paket (Best Recording Package):
- Biophilia von Björk (Künstlerische Leiter: Michael Amzalag, Mathias Augustyniak)
- nominiert waren außerdem:
  - Boys & Girls von den Alabama Shakes (Künstlerischer Leiter: Brett Kilroe)
  - Charmer von Aimee Mann (Künstlerische Leiterin: Gail Marowitz)
  - Love This Giant von David Byrne & St. Vincent (Künstlerischer Leiter: Noah Wall)
  - Swing Lo Magellan von den Dirty Projectors (Künstlerischer Leiter: David Longstreth)

Beste Paket als Box oder limitierte Sonderausgabe (Best Boxed or Special Limited Edition Package):
- Woody at 100: The Woody Guthrie Centennial Collection von Woody Guthrie (Künstlerischer Leiter: Fritz Klaetke)
- nominiert waren außerdem:
  - The Girl with the Dragon Tattoo (Soundtrack from the Motion Picture) von Trent Reznor & Atticus Ross (Künstlerische Leiter: Rob Sheridan)
  - Go Fly a Kite von Ben Kweller (Künstlerische Leiter: Kate Iltis, Ben Kweller, Liz Kweller, Erin Mayes)
  - Ram – Paul McCartney Archive Collection (Deluxe Edition) von Paul & Linda McCartney (Künstlerische Leiter: Simon Earith, James Musgrave)
  - Some Girls: Super Deluxe Edition von den Rolling Stones (Künstlerische Leiter: Stephen Kennedy, Jimmy Tilley)

Bester Album-Begleittext (Best Album Notes):
- Singular Genius: The Complete ABC Singles von Ray Charles (Verfasser: Billy Vera)
- nominiert waren außerdem:
  - Banjo Diary: Lessons from Tradition von Stephen Wade (Verfasser: Stephen Wade)
  - First Recordings: 50th Anniversary Edition von den Beatles mit Tony Sheridan (Verfasser: Hans Olof Gottfridsson)
  - The Pearl Sessions von Janis Joplin (Verfasser: Holly George-Warren)
  - Piazzolla in Brooklyn vom Pablo Aslan Quintet (Verfasser: Fernando Gonzalez)

Bestes historisches Album (Best Historical Album):
- The Smile Sessions (Deluxe Box Set) von den Beach Boys (Produzenten der Zusammenstellung: Alan Boyd, Mark Linett, Brian Wilson, Dennis Wolfe; Technik: Mark Linett)
- nominiert waren außerdem:
  - He Is My Story: The Sanctified Soul of Arizona Dranes von Arizona Dranes (Produzent der Zusammenstellung: Josh Rosenthal; Technik: Bryan Hoffa, Christopher King)
  - Old-Time Smoky Mountain Music: 34 Historic Songs, Ballads, and Instrumentals Recorded in the Great Smoky Mountains by „Song Catcher“ Joseph S. Hall von verschiedenen Interpreten (Produzenten der Zusammenstellung: Kent Cave, Michael Montgomery, Ted Olson; Technik: John Fleenor, Steve Kemp)
  - Opika Pende: Africa at 78 RPM von verschiedenen Interpreten (Produzenten der Zusammenstellung: Steven Lance Ledbetter, Jonathan Ward; Technik: Michael Graves)
  - Ram – Paul McCartney Archive Collection (Deluxe Edition) von Paul & Linda McCartney (Produzent der Zusammenstellung: Paul McCartney; Technik: Simon Gibson, Guy Massey, Steve Rooke)
  - Woody at 100: The Woody Guthrie Centennial Collection von Woody Guthrie (Produzenten der Zusammenstellung: Jeff Place, Robert Santelli; Technik: Pete Reiniger)

## Produktion
Beste Abmischung eines Albums (ohne Klassik) (Best Engineered Album, Non-Classical):
- The Goat Rodeo Sessions von Yo-Yo Ma, Stuart Duncan, Edgar Meyer & Chris Thile (Technik und Mastering: Richard King)
- nominiert waren außerdem:
  - The Absence von Melody Gardot (Technik: Moogie Canazio, Al Schmitt; Mastering: Bernie Grundman)
  - Ashes & Fire von Ryan Adams (Technik: Glyn Johns; Mastering: Bob Ludwig)
  - Love Is a Four Letter Word von Jason Mraz (Technik: Joe Chiccarelli, Steve Churchyard, Lars Fox, Graham Hope, Tony Maserati, Morgan Stratton; Mastering: Bob Ludwig)
  - Slingshot von Rebecca Pidgeon (Technik: Helik Hadar; Mastering: Bernie Grundman)

Produzent des Jahres (ohne Klassik) (Producer of the Year (Non-Classical)):
- Dan Auerbach
- nominiert waren außerdem:
  - Jeff Bhasker
  - Diplo
  - Markus Dravs
  - Salaam Remi

Beste Remix-Aufnahme (ohne Klassik) (Best Remixed Recording, Non-Classical):
- Promises von Nero, Skrillex & Nero Remix (von Skrillex)
- nominiert waren außerdem:
  - In My Mind von Ivan Gough & Feenixpawl featuring Georgi Kay, Axwell Remix (von Axel Hedfors)
  - Lie Down in Darkness von Moby, Photek Remix (von Rupert Parkes)
  - Midnight City von M83, Eric Prydz Private Remix (von Eric Prydz)
  - The Veldt von Deadmau5 featuring Chris James, Tommy Trash Remix

Bestes Raumklang-Album (Best Surround Sound Album):
- Modern Cool von Patricia Barber (Technik: Jim Anderson, Darcy Proper, Michael Friedman)
- nominiert waren außerdem:
  - Chamberland von David Miles Huber (Technik: David Miles Huber)
  - Quiet Winter Night vom Hoff Ensemble (Technik: Morten Lindberg)
  - Rupa-Khandha vom Los Angeles Percussion Quartet (Technik: Daniel Shores, Marina Ledin, Victor Ledin)
  - Storm Corrosion von Storm Corrosion (Technik: Steven Wilson)

Beste Abmischung eines Albums – klassische Musik (Best Engineered Album, Classical):
- Life & Breath – Choral Works by René Clausen von Charles Bruffy und dem Kansas City Chorale (Technik: Tom Caulfield, John Newton, Mark Donahue)
- nominiert waren außerdem:
  - Americana vom Modern Mandolin Quartet (Technik: Daniel Shores)
  - Beethoven: The Late String Quartets, Op. 127 & 131 vom Brentano String Quartet (Technik: Bruce Egre)
  - Music for a Time of War von Carlos Kalmar und The Oregon (Technik: Jesse Lewis, John Newton, Jesse Brayman)
  - Souvenir von Trondheim Solistene (Technik: Morten Lindberg)

Produzent des Jahres – klassische Musik (Producer of the Year, Classical):
- Blanton Alspaugh
- nominiert waren außerdem:
  - Tim Handley
  - Marina und Victor Ledin
  - James Mallinson
  - Dan Merceruio

## Klassische Musik
Beste Orchesterdarbietung (Best Orchestral Performance):
- John Adams: Harmonielehre & Short Ride in a Fast Machine von der San Francisco Symphony unter Leitung von Michael Tilson Thomas
- nominiert waren außerdem:
  - Gustav Mahler: Sinfonie Nr. 1 vom Budapesti Fesztiválzenekar unter Leitung von Iván Fischer
  - Music for a Time of War von der Oregon Symphony unter Leitung von Carlos Kalmar
  - Sergej Rachmaninow: Sinfonische Tänze vom London Symphony Orchestra unter Leitung von Waleri Gergijew
  - Jean Sibelius: Sinfonien Nr. 2 und Nr. 5 vom Minnesota Orchestra unter Leitung von Osmo Vänskä

Beste Opernaufnahme (Best Opera Recording):
- Richard Wagner: Der Ring des Nibelungen von Hans-Peter König, Jay Hunter Morris, Bryn Terfel, Deborah Voigt und dem Metropolitan Opera Orchestra und Chorus unter Leitung von James Levine und Fabio Luisi (Produzent: Jay David Saks)
- nominiert waren außerdem:
  - Alban Berg: Lulu von Paul Groves, Ashley Holland, Julia Juon, Patricia Petibon und dem Sinfonieorchester des Gran Teatre del Liceu unter Leitung von Michael Boder (Produzent: Johannes Müller)
  - Georg Friedrich Händel: Agrippina von Marcos Fink, Sunhae Im, Bejun Mehta, Alexandrina Pendatchanska, Jennifer Rivera und der Akademie für Alte Musik Berlin unter Leitung von René Jacobs
  - Igor Strawinski: The Rake’s Progress von Topi Lehtipuu, Miah Persson, Matthew Rose und dem London Philharmonic Orchestra und dem Glyndebourne Chorus unter Leitung von Vladimir Jurowski (Produzent: Jean Chatauret)
  - Antonio Vivaldi: Teuzzone von Delphine Galou, Paolo Lopez, Roberta Mameli, Raffaella Milanesi, Furio Zanasi und Le Concert des Nations unter Leitung von Jordi Savall (Produzenten: Jordi Savall, Manuel Mohino)

Beste Chordarbietung (Best Choral Performance):
- Life & Breath – Choral Works by René Clausen von Matthew Gladden, Lindsey Lang, Rebecca Lloyd, Darah Tannehill, Pamela Williamson und dem Kansas City Chorale unter Leitung von Charles Bruffy
- nominiert waren außerdem:
  - Georg Friedrich Händel: Israel in Egypt vom Trinity Baroque Orchestra und Trinity Choir Wall Street unter Leitung von Julian Wachner
  - György Ligeti: Requiem; Apparitions; San Francisco Polyphony von Barbara Hannigan, Susan Parry und dem WDR Sinfonieorchester Köln, dem SWR Vokalensemble Stuttgart und dem WDR Rundfunkchor Köln unter Leitung von Péter Eötvös
  - The Nightingale von Michala Petri und dem DR VokalEnsemblet unter Leitung von Stephen Layton
  - Alessandro Striggio: Messe für 40 und 60 Stimmen von Le Concert Spirituel unter Leitung von Hervé Niquet

Beste Kammermusik-/Kleinensembledarbietung (Best Chamber Music/Small Ensemble Performance):
- Meanwhile von Eighth Blackbird
- nominiert waren außerdem:
  - Americana vom Modern Mandolin Quartet
  - Mind Meld vom ZOFO Duet
  - Profanes et sacrées von den Boston Symphony Chamber Players
  - Rupa-Khandha vom Los Angeles Percussion Quartet

Bestes klassisches Instrumentalsolo (Best Classical Instrumental Solo):
- György Kurtág, György Ligeti: Musik für Viola von Kim Kashkashian
- nominiert waren außerdem:
  - Johann Sebastian Bach: Das wohltemperierte Klavier von András Schiff
  - The Complete Harpsichord Works of Rameau von Jory Vinikour
  - Hans Gál, Edward Elgar: Cellokonzerte von Antonio Meneses mit der Northern Sinfonia unter Leitung von Claudio Cruz
  - Gustav Holst: The Planets von Hansjörg Albrecht

Bestes klassisches Gesangssolo (Best Classical Vocal Solo):
- Poèmes von Renée Fleming mit Alan Gilbert, Seiji Ozawa und dem Orchestre National de France und dem Orchestre Philharmonique de Radio France
- nominiert waren außerdem:
  - Claude Debussy: Clair de Lune von Natalie Dessay mit Philippe Cassard, Karine Deshayes, Catherine Michel und Le Jeune Choeur de Paris
  - Homecoming – Kansas City Symphony Presents Joyce DiDonato von Joyce DiDonato mit Michael Stern und der Kansas City Symphony
  - Paris Days, Berlin Nights von Ute Lemper mit Stefan Malzew und dem Vogler Quartet
  - Sogno Barocco von Anne Sofie von Otter mit Leonardo García Alarcón, Sandrine Piau, Susanna Sundberg und dem Ensemble Cappella Mediterranea

Bestes klassisches Sammelprogramm (Best Classical Compendium):
- Krzysztof Penderecki: Fonogrammi; Horn Concerto; Partita; The Awakening of Jacob; Anaklasis; De natura sonoris No. 1 von der Filharmonia Narodowa unter Leitung von Antoni Wit (Produzenten: Aleksandra Nagórko, Andrzej Sasin)
- nominiert waren außerdem:
  - Harry Partch: Bitter Music von Harry Partch (Produzent: John Schneider)
  - Une fête Baroque von Emmanuelle Haïm (Produzent: Daniel Zalay)

Beste zeitgenössische klassische Komposition (Best Contemporary Classical Composition):
- Meanwhile – Incidental Music to Imaginary Puppet Plays von Stephen Hartke (Interpret: Eighth Blackbird)
- nominiert waren außerdem:
  - Inura for Voices, strings & Percussion von Tania León (Interpreten: Tania León, Son Sonora Voices, DanceBrazil Percussion & Son Sonora Ensemble)
  - The Nightingale von Uģis Prauliņš (Interpreten: Stephen Layton, Michala Petri & DR VokalEnsemblet)
  - Cello Concerto No. 2 'Towards the Horizon'  von Einojuhani Rautavaara (Interpreten: Truls Mørk, John Storgårds & Helsinki Philharmonic Orchestra)
  - August 4, 1964 von Steven Stucky (Musik) und Gene Scheer (Libretto) (Interpreten: Jaap van Zweden und Dallas Symphony Chorus & Orchestra)

## Musikvideo
Bestes Musik-Kurzvideo (Best Short Form Music Video):
- We Found Love von Rihanna featuring Calvin Harris (Regie: Melina Matsoukas; Produzenten: Juliette Larthe, Ben Sullivan)
- nominiert waren außerdem:
  - Houdini von Foster the People (Regie: Daniels; Produzenten: Gaetano Crupi, Saul Levitz, Candice Ovaknine)
  - No Church in the Wild von Jay-Z, Kanye West featuring Frank Ocean & The-Dream (Regie: Romain Gavras; Produzent: Mourad Belkeddan)
  - Bad Girls von M.I.A (Produzent und Regie: Romain Gavras; Produzent: Shirley Moyers)
  - Run Boy Run von Woodkid (Regie: Yoann Lemoine; Produzent: Roman Pichon)

Bestes Musik-Langvideo (Best Long Form Music Video):
- Big Easy Express von Mumford & Sons, Edward Sharpe & the Magnetic Zeros & Old Crow Medicine Show (Regie: Emmett Malloy; Produzenten: Bryan Ling, Mike Luba, Tim Lynch)
- nominiert waren außerdem:
  - Bring Me Home – Live 2011 von Sadu (Regie: Sophie Muller; Produzenten: Roger Davies, Grant Jue, Sophie Muller)
  - Radio Music Society von Esperanza Spalding (Regie: Pilar Sanz; Produzent: Esperanza Spalding)
  - Get Along von Tegan and Sara (Regie: Danny O’Malley, Salazar, Elinor Svoboda; Produzenten: Nick Blasko, Piers Henwood, Sara Quin, Tegan Quin)
  - From the Sky Down von U2 (Regie: Davis Guggenheim; Produzenten: Belisa Balaban, Brian Celler, Davis Guggenheim, Ted Skillman)

## Special Merit Awards

### Grammy Lifetime Achievement Award
- Glenn Gould
- Charlie Haden
- Lightnin’ Hopkins
- Carole King
- Patti Page
- Ravi Shankar
- The Temptations

Trustees Award
- Marilyn Bergman, Alan Bergman, Leonard Chess, Phil Chess, Alan Livingston

Technical Grammy Award
- Ikutarō Kakehashi, Dave Smith, Royer Labs